# Историко-филологическое общество
Историко-филологическое общество — студенческое научное общество, созданное по инициативе профессора С. Н. Трубецкого в марте 1902 года.

## История
В основе создания общества лежала попытка на практике реализовать идею свободного студенческого союза на академической почве. Вся деятельность общества проходила на фоне борьбы либеральной университетской профессуры за введение университетского самоуправления, упразднение института инспекторов, прекращение надзора за деятельностью преподавателей и студентов в условиях усиления политизации студенчества и всего русского общества.
Основными целями историко-филологического общества были «научное саморазвитие студенчества в сфере историко-филологических и соприкасающихся с ними наук, единение студентов между собой и единение их с профессорами на почве научных интересов». В первый год своего существования общество насчитывало свыше 1000 членов (студентов, преподавателей, молодых учёных, оставленных при кафедрах Московского университета, лаборантов разных факультетов), занимавшихся в ряде секций: философской, исторической, классической, экономической, литературной, общественных наук, криминалистической и др. Каждая секция строила свои занятия самостоятельно, но имела возможность делиться с другими секциями наиболее интересными сообщениями на общих собраниях. Общие собрания проходили под председательством профессора в присутствии множества студентов. При обществе существовала библиотека и читальня. Средства общества складывались из членских взносов, пожертвований и субсидий из специальных средств университета.
Летом 1903 состоялась экскурсия 130 человек в Грецию, ставшая вершиной деятельности общества. Это была небывалая по своему размаху акция для российских университетских научных обществ. Во время путешествия московские студенты ознакомились с достопримечательностями Константинополя, Афин, Коринфа, Дельф, Олимпии. В целом, экскурсия явилась одним из символов продолжения и развития академических традиций в Московском университете, его действительного превращения в оплот русской культуры.
С осени 1903 оппозиция деятельности общества в студенческой среде значительно усилилась. Трубецкой в связи с ухудшением состояния здоровья уехал на год за границу на лечение, ушли в отставку многие члены бюро. Попытки Трубецкого призывами из-за границы сплотить верных академическим принципам студентов не увенчались успехом, и к весне 1904 деятельность общества фактически прекратилась. Общество, по отзывам современников, «обратило на себя внимание всей образованной России», поскольку представило реальную попытку найти «золотую середину», разумную линию в развитии российского университетского образования начала XX века, избегая как чрезмерного давления начальства, с одной стороны, так и радикальных революционных элементов среди студенчества — с другой.